# アネク・ベールテン
アネク・ベールテン（Anneke Beerten、1982年7月7日 - ）は、オランダ、マリエンヴェルデ出身の女子自転車競技・フォークロス（4X）選手。

## 来歴
- 2006年
  - マウンテンバイク世界選手権・4X 2位
- 2007年
  - マウンテンバイク世界選手権・4X 2位
- 2008年
  - マウンテンバイクワールドカップ・4X 総合優勝
- 2009年
  - マウンテンバイクワールドカップ・4X 総合優勝
- 2011年
  -  マウンテンバイク世界選手権・4X 優勝
  - マウンテンバイクワールドカップ・4X 総合優勝
- 2012年
  -  マウンテンバイク世界選手権・4X 優勝
  - 4Xプロツアー 総合優勝